# Johan Demol
Johan Lisette Joseph Demol (Ukkel, 9 juni 1957) is een gewezen Belgisch politiecommissaris en politicus voor Vlaams Belang.

## Biografie
Demol volgde een officiersopleiding aan de cadettenschool in Brussel en werd in 1976 officier bij de Rijkswacht. In 1977 trok hij naar het Gewestelijk Vormingscentrum van de Rijkswacht in Vottem, waar hij na negen maanden promoveerde tot wachtmeester. Hij ging vervolgens deel uitmaken van het Mobiel Legioen te Brussel, waar hij slaagde in toelatingsproeven om toe te treden tot het Speciaal Interventie Eskadron. Na opleidingen tot paracommando en scherpschutter werd hij toegelaten tot de antibanditisme- en -terrorismebrigade van de SIE in Brussel. In april 1980 nam hij ontslag uit het Speciaal Interventie Eskadron en vertrok hij bij de Rijkswacht. Ten tijde van zijn carrière in de Rijkswacht was hij in 1979-1980 actief in de leiding van de omstreden rechts-extremistische privémilitie Front de la Jeunesse.
Na zijn ontslag bij de Rijkswacht was Demol een jaar lang aan de slag als privébewaker bij nv Wackenhut, geleid door Jean-Francis Ferrari-Calmette, een Franse ex-militair met rechts-extremistische sympathieën die actief was als instructeur voor het Front de la Jeunesse en het latere Westland New Post. In 1981 slaagde hij voor de ingangsproeven bij de Brusselse stadspolitie en werd hij aspirant-officier. Na het afleggen van een examen voor de Centrale Jury op het ministerie van Binnenlandse Zaken behaalde hij in april 1982 het brevet van commissaris en in juli 1983 werd hij benoemd tot adjunct-commissaris bij de Brusselse stadspolitie, waarbij hij werd ingedeeld in de directe mobiele brigades. Tot 1994 gaf hij eveneens les aan de politieschool in Evere. Intussen vatte hij in 1987 een opleiding aan tot licentiaat in de rechten aan de ULB, die hij in 1992 voltooide. Vervolgens ging hij aan de slag op de dienst Geschillen en Disciplinaire Zaken van de Brusselse politie, waar hij was belast met afhandelen van klachten tegen politiemensen. In april 1994 werd Demol aangesteld tot politiecommissaris in Schaarbeek. Hij werd opgemerkt door zijn hardhandige methodes bij het aanpakken van de criminaliteit.
In 1996 werd het rechts-extremistische verleden van Johan Demol bij Front de la Jeunesse aan de hand van documenten onthuld door de krant De Morgen. Het ministerie van Binnenlandse Zaken gaf daarop aan het Vast Comité van Toezicht op de politiediensten (het Comité P) de opdracht om een onderzoek te voeren naar deze onthullingen. In mei 1997 kwam het Comité P met een eindrapport waarin Demols lidmaatschap van het Front de la Jeunesse werd bevestigd, waarna het ministerie van Binnenlandse Zaken in juni 1997 Demol schorste als politiecommissaris. Nadat hem door de Brusselse procureur-generaal in een rapport een aantal disfuncties binnen de Schaarbeekse politie werden aangewreven en hij ook werd verdacht van de schending van het geheim van het gerechtelijk onderzoek, werd hij in januari 1998 ontslagen als hoofdcommissaris. Ook werd hem voor vijf jaar het verbod opgelegd om een functie bij de veiligheidsdiensten uit te oefenen.
Onmiddellijk daarna ging hij de politiek in voor het radicaal-rechtse Vlaams Blok. Hij diende als nieuwe Brusselse kopman van de partij Franstalige kiezers aan te trekken om de partij aan een blokkerende macht te helpen binnen de Brusselse instellingen. Demol werd lijsttrekker van het Vlaams Blok bij de Brusselse gewestverkiezingen van juni 1999 en werd in afwachting van deze verkiezingen aangesteld tot universitair medewerker voor de Vlaams Blok-fractie in het Vlaams Parlement. Van 2000 tot 2009 was Demol voorzitter van de Vlaams Blok- en daarna de Vlaams Belang-afdeling van Brussel-Hoofdstad. 
In juni 1999 behaalde het Vlaams Blok vier van de elf zetels in de Nederlandstalige taalgroep van het Brussels Parlement. Demol werd aldus Brussels Parlementslid en was in de legislatuur 1999-2004 secretaris van het parlement en voorzitter van de commissie Infrastructuur, Verkeerswezen en Openbare Werken. Op 6 juli 1999 legde hij als een van de zes eerst verkozenen van de Nederlandse taalgroep van de Brusselse Hoofdstedelijke Raad ook de eed af in het Vlaams Parlement. Hij bleef Vlaams volksvertegenwoordiger tot juni 2004. Op lokaal politiek niveau werd Demol in oktober 2000 verkozen tot gemeenteraadslid van Schaarbeek, waar hij tot in 2009 bleef zetelen.
In juni 2004 was hij opnieuw kandidaat voor de Brusselse Hoofdstedelijke Raad, en hij werd weer verkozen. De verwachte blokkeringsmacht voor het Vlaams Belang kwam er echter niet; de partij ging wel vooruit, maar strandde op zes van de 17 zetels. In de legislatuur 2004-2009 werd Demol fractieleider in het Brussels Parlement en opnieuw lid van de commissie Infrastructuur, Verkeerswezen en Openbare Werken. In 2005 kwam hij opnieuw in opspraak door de vakbonden aan te vallen en kritiek te geven op het ontwikkelingshulpbeleid. In 2008 kwam Demol in het nieuws doordat hij zijn steun gaf aan het anti-drugsprogramma van Scientology. In juni 2009 werd Demol verkozen voor zijn derde legislatuur in het Brussels Parlement. Tot 2010 was hij secretaris en lid van de commissies Financiën, Begroting, Openbaar Ambt, Externe Betrekkingen en Algemene Zaken; Infrastructuur, Openbare Werken en Verkeerswezen; Ruimtelijke Ordening, Stedenbouw en Grondbeleid en Economische Zaken, Werkgelegenheidsbeleid en Wetenschappelijk Onderzoek.
Eind juni 2009 verklaarde Demol dat hij uit het partijbestuur van het VB stapte, terzelfder tijd verliet hij ook de gemeenteraad van Schaarbeek. Ook deelde hij in een interview aan Humo mee dat de partij geen toekomst meer had, omdat de partijtop naar eigen zeggen niet genoeg oog had voor de stadsproblemen in Brussel en te veel bezig was met het communautaire. Eind april 2010 nam hij samen met een ander Brussels parlementslid van het Vlaams Belang, Greet Van Linter, gedwongen ontslag uit het Vlaams Belang. Zij zetelden tot aan de verkiezingen van mei 2014 in het parlement als onafhankelijken onder de naam Vlaamse Democraten.
Na zijn politieke loopbaan was Demol van 2009 tot 2019 zaakvoerder van een groothandel in fruit en groenten in Schaarbeek.